# Area '70
Area '70 è un album antologico del gruppo rock Area, pubblicato nel 1980.

## Tracce
Side 1
1. Luglio, agosto, settembre (nero) – 4:27
2. Cometa rossa – 4:00
3. Gioia e rivoluzione – 4:40
4. L'elefante bianco – 4:33
5. L'internazionale – 3:04

Side 2
1. La mela di Odessa (1920) – 6:27
2. Gerontocrazia  – 7:30
3. SCUM – 6:30

## Formazione
- Giulio Capiozzo - batteria, percussioni
- Patrizio Fariselli - piano, clarinetto, sintetizzatore
- Demetrio Stratos - voce, organo, clavicembalo, percussioni
- Ares Tavolazzi - basso, trombone (tutte le tracce eccetto Luglio, agosto, settembre (nero))
- Paolo Tofani - chitarra, sintetizzatore, flauto
- Eddie Busnello - sassofono (in Luglio, agosto, settembre (nero))
- Patrick Djivas - basso, contrabbasso (in Luglio, agosto, settembre (nero))